# Michail Alexandrowitsch Menzbier

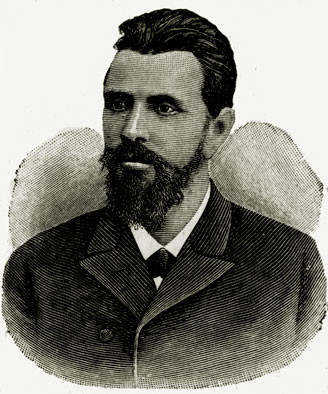
M. A. Menzbier

Michail Alexandrowitsch Menzbier (russisch Михаил Александрович Мензбир, transkribiert Michail Alexandrowitsch Mensbir, wiss. Transliteration Michail Aleksandrovič Menzbir; * 23. Oktober 1855 im Gouvernement Tula; † 10. Oktober 1935 in Moskau) war ein russischer Zoologe, der vorwiegend auf dem Bereich der Ornithologie tätig war.

## Leben
Menzbier besuchte bis 1874 das Gymnasium in Tula und bestand sein Abitur mit Auszeichnung. Anschließend begann er ein Studium an der naturwissenschaftlich-mathematischen Fakultät der Universität Moskau. Dort wurde er in erster Linie von Nikolai Alexejewitsch Sewerzow beeinflusst, mit dem er später auch befreundet war. 1878 bestand er seine Zwischenprüfung, bei der er über Dipteren arbeitete, wiederum mit Auszeichnung. 1882 reichte er den allgemeinen Teil seines später berühmt gewordenen Buches „Ornithogeographie des europäischen Russlands“ als Magisterarbeit ein, bestand und erhielt eine Lehrberechtigung.
Bei einer zweijährigen Reise im Regierungsauftrag, bei der museale Forschungsvorhaben und -beziehungen angebahnt werden sollten und die ihn in zahlreiche Hauptstädte führte, lernte er unter anderem Richard Bowdler Sharpe, Henry Eeles Dresser und Henry Seebohm kennen, mit dem ihn später eine lebenslange Freundschaft verband. Nach seiner Rückkehr nahm er einen Posten als Privatdozent für Vergleichende Anatomie an. 1886 promovierte er über die Osteologie der Pinguine. 1887 wurde er außerordentlicher, ab 1898 ordentlicher Professor. In seiner Amtszeit begründete er das Anatomische Institut mit Laboren, Museum und Bibliothek. 1896 wurde ihm die Nachfolge Theodor Pleskes am Zoologischen Museum der Akademie in Sankt Petersburg angetragen, was er jedoch ausschlug.
1911 geriet Menzbier mit der Regierung unter Zar Nikolaus II. in Konflikt, als diese die Lehrfreiheit an den Universitäten stark einschränkte. Er verzichtete aus Protest auf seinen Lehrstuhl und kehrte erst im Verlauf des Ersten Weltkriegs, als sich die Bedingungen an den Universitäten wieder lockerten, zurück. Als besondere Ehrung bekam er nun den Posten des Rektors angeboten, den er darauf für drei Jahre innehatte. 1929 wurde er ordentliches Mitglied der Russischen Akademie der Wissenschaften.

## Hauptwerke
Das erste bedeutende Werk Menzbiers war die „Ornithogeographie des europäischen Russlands“, von der zunächst 1882 der Band über die Greifvögel und Eulen und ab 1891 der Band über die Singvögel erschien, der allerdings unvollendet blieb. Maßgeblich war der in diesem Werk erstmals unternommene und dabei nachhaltige Versuch, Russland in zoogeografische „Faunendistrikte“ einzuteilen.
Das zweite große Werk, „Die Vögel Russlands“, das 1895 erschien und über 2000 Seiten umfasste, hatte eine besondere Breitenwirkung und führte die damaligen Vogelliebhaber an die wissenschaftlich vorgehende Ornithologie heran. Es ist in seiner Wirkung vergleichbar mit Johann Friedrich Naumanns „Naturgeschichte der Vögel Deutschlands“ (1822–1866) und – abgesehen von Peter Simon Pallas’ Zoographica Rosso-Asiatica – die erste umfassende Darstellung der Vogelwelt Russlands. Ähnliche, vorangegangene Vorhaben Modest Bogdanows (1884) und Theodor Pleskes (1891) waren nicht über die Anfänge hinausgekommen. „Die Vögel Russlands“ waren so erfolgreich, dass sie noch im Erscheinungsjahr neu aufgelegt werden mussten. Die dritte, stark erweiterte Auflage, die ab 1918 erschien, blieb unvollendet. 1900 erschien Menzbiers drittes großes Werk „Die jagdbaren und gewerblich genutzten Vögel des europäischen Russlands und des Kaukasus“, das auf breitem Raum und mit 140 Farbtafeln 136 Vogelarten behandelt.
In der Ornithologie du Turkestan, das 1888–1893 in französischer Sprache erschien, wertete Menzbier die Aufzeichnungen des 1885 verunglückten Nikolai Alexejewitsch Sewerzows aus. Es behandelte in einem Band mit Farbtafeln nach Menzbiers Zeichnungen zunächst die Greifvögel und Eulen. Danach wurde die Arbeit an diesem zu groß angelegten Werk jedoch eingestellt. 1916 erschien der von Menzbier erarbeitete Band Falconiformes aus der Reihe Fauna Rossii der Russischen Akademie der Wissenschaften. Die systematischen Erkenntnisse in diesem Werk basierten zum großen Teil auf der 480 Bälge umfassenden Großfalkensammlung Menzbiers. In „Die zoologischen Distrikte des Turkestangebiets und der angrenzenden Lander“ das 1914 publiziert wurde, gliedert Menzbier diese Region zoogeografisch in Pamirdistrikt, Bucharadistrikt sowie den Westlichen und Östlichen Tianshandistrikt.
Ferner war Menzbier als Redakteur für die „Moskauer Naturforschenden-Gesellschaft“ tätig und veranlasste neben den regelmäßig erscheinenden Publikationen die Herausgabe zahlreicher umfangreicher Sonderschriften.